# Czas surferów
Czas surferów – komedia polska z 2005 roku w reżyserii Jacka Gąsiorowskiego.
Film utrzymany jest w stylu filmów Quentina Tarantino, przez co czasami nazywa się go "polskim Pulp Fiction". W jednej ze scen bohaterowie oglądają też jeden z filmów tego reżysera – Wściekłe psy – a później starają się go zinterpretować.
Film kręcono od 19 września do 25 października 2004. Plenery: Warszawa, Poznań i okolice (Łosiniec, gm. Skoki)

## Fabuła
Bohaterami filmu jest trójka młodych ludzi – Bonus, Fifi i Kozioł – którzy dostają zadanie od gangstera Dżokera: chce on zemścić się na Czarneckim, w czym młodziaki mają mu pomóc. Sprzed supermarketu porywają wspólnika niejakiego Klamy, myśląc, że to Czarnecki i udają się na wyznaczone przez Dżokera miejsce. Przez przypadek uszkadzają auto przypadkowemu chłopakowi o imieniu Rysio, który teraz nie daje im spokoju. Rozładowuje się im jedyny telefon komórkowy, a Rysio zaczyna namawiać chłopaków do zastraszenia "Czarneckiego". Mimo sprzeciwów, ucinają mu palec. Wkrótce potem przybywa Dżoker, który jest zaniepokojony obecną sytuacją. Okazuje się, że porwanym nie jest Czarnecki. Okłamuje ich, że Klama porwał ich syna i razem z forsą porwanego Dżoker z Fifim, Rysiem i Kozłem udają się do Klamy. Tak naprawdę porwany był wspólnikiem Klamy, któremu Czarnecka dała walizkę z pieniędzmi za życie męża. W międzyczasie porwany ucina palec Bonusowi, który został z nim. Po powrocie chłopaki zaczynają szukać uciętego palca. Wkrótce Dżoker orientuje się, że ktoś jest w bagażniku i razem z Kozłem otwierają go. Dżoker jest załamany na widok Czarneckiego, który został włożony do bagażnika przez podwładnych Klamy, kiedy Dżoker z Fifim i Kozłem byli u niego.

## Obsada
Źródło.
| - Bogusław Linda jako "Dżoker" - Marian Dziędziel jako porwany - Zbigniew Zamachowski jako "Klama" - Agnieszka Maciąg jako Czarnecka - Bartosz Obuchowicz jako "Bonus" - Krzysztof Skarbiński jako "Fifi" - Michał Nowaczyk jako "Kozioł" - Mateusz Maksiak jako Rysio - Sławomir Orzechowski jako sprzedawca w sklepie zoologicznym |  | - Grzegorz Warchoł jako Czarnecki - Marcin Dąbrowski jako "Kubeł" - Przemysław Kwiatecki jako "Konar" - Piotr Głuchowski jako "Filar" - Hubert Jasiński jako policjant - Magdalena Okińczyc jako kelnerka - Dariusz Toczek jako pracownik kręgielni - Marek Bykowski jako kierowca - Tomasz Wieleba jako chłopak w kinie |